# Deir Khabiye
Koordinaten: 33° 22′ 0″ N, 36° 9′ 0″ O
Deir Khabiye, auch Deïr Khābīyé, Dayr Khabiya; ist ein Dorf in der Ghuta-Oase von Damaskus in Syrien. Ein Siedlungshügel (Tell) birgt die Reste einer in der Bronzezeit und Eisenzeit ab Anfang des 2. bis ins 1. Jahrtausend v. Chr. besiedelten, befestigten Stadt.

## Lage
Deir Khabiye liegt auf 763 Meter Höhe etwa 15 Kilometer südwestlich von Damaskus in dem durch Dörfer und einzelne Gehöfte zwischen bewässerten Feldern dicht besiedelten Oasengürtel, der die Landeshauptstadt umgibt. Der Ort ist auf einer Nebenstraße erreichbar, die 18 Kilometer südlich von Damaskus vor al-Kiswah (Kissoue) von der Autobahn nach Westen Richtung Artuz abzweigt. Bei al-Kiswah lag in antiker Zeit der Flussübergang über den Awadsch (Awaj, Nahr el-Aaouaj, wahrscheinlich mit dem biblischen Parpar gleichzusetzen), der von dem wenig oberhalb am Fluss gelegenen Deir Khabiye zusammen mit der Passage von Artuz kontrolliert werden konnte. Der in der Bergkette des Anti-Libanon entspringende Awadsch fließt ostwärts durch die breite Talebene der Ghuta und bewässert zusammen mit dem Barada seit der Antike die fruchtbare Schwemmlandebene. Deir Khabiye liegt an der Stelle, wo der Fluss von der Ebene kommend in ein Grabental mündet, das im Süden von einem zerklüfteten, vulkanischen Hügelzug begrenzt wird. Dieser bildet eine in Ost-West-Richtung verlaufende Barriere im Süden der Ebene.

## Tell
Die Anlage von Bewässerungskanälen begann vermutlich erst in hellenistischer Zeit, wodurch die bis heute für die Ghuta typischen grünen Baumhaine entstanden. Möglicherweise war der außerhalb anschließende, heute baumlose Gürtel des Merj, der bis ins 20. Jahrhundert nur von Nomaden bewirtschaftet wurde, während der Eisenzeit dichter besiedelt als das Kernland.
Der Tell liegt 300 Meter südlich der Ortsmitte. Er wurde 1952 von einer schwedischen Expedition an der Oberfläche untersucht. Zuvor waren beim Bau einer Straße am Rand des Hügels Keramiken und ein Rollsiegel zum Vorschein gekommen, die sich heute im Museum von Aleppo befinden. Der ovale Hügel misst 310 × 220 Meter mit einer Längsausdehnung in Ost-West-Richtung. Die höchste Erhebung liegt mit 12 bis 14 Meter über der Ebene im Westen des Hügels. In einer flachen Mulde an der Westseite waren Fundamentreste aus behauenen Basaltblöcken zu sehen, die auf ein Stadttor hindeuten. Es dürfte in den drei Mulden an den übrigen Seiten ähnliche Tore gegeben haben. Der Rand des Hügels wird durch einen Wall gebildet, der nach außen mit einer sieben bis acht Meter hohen Böschung steil zur Ebene abfällt. Der gesamte innere Bereich des Hügels zeigte sich von Basaltblöcken übersät. Hier lag während der größten Ausdehnung der Stadt der untere Wohnbereich, während die Oberstadt mit der längsten Besiedelungsdauer im erhöhten Westteil lag. Hier dürfte um etwa 1700 v. Chr. eine befestigte Siedlung angelegt worden sein. In der Zeit der aramäischen Stadtstaaten im 1. Jahrtausend v. Chr. wurde darüber ein stark befestigter Palast errichtet.
Wie durch Freilegung an der Südostecke beim Bau der Straße erkennbar wurde, bestand die äußere Befestigung aus einer mindestens fünf Meter hohen und über drei Meter starken Lehmziegelmauer, die oben auf einem Erdwall stand. Dieser Typ einer Verteidigungsanlage, bei der das Haupthindernis die Mauer darstellt, war typisch für nordsyrische Städte wie Karkemiš, Ugarit oder das benachbarte Ras Ibn Hani. Deir Khabiye und Tell eṣ-Ṣaliḥiyeh östlich von Damaskus sind Beispiele für Mittelsyrien. Solche Mauern dienten der Vergrößerung eines bereits bestehenden inneren Stadtkerns, der durch eine Unterstadt erweitert wurde.